# Catharina Rinzema
Henriëtte Catharina Rinzema (Soest, 4 juli 1985) is een Nederlandse politica. Namens de VVD was zij van 18 januari 2022 tot 16 juli 2024 lid van het Europees Parlement.

## Levensloop
Rinzema werd geboren in een domineesgezin in Soest. Ze studeerde rechten en rechts- en politieke filosofie aan de Universiteit Leiden. De liefde bracht haar naar België en daardoor verdeelt zij al acht jaar haar tijd tussen Brussel en Den Haag. Sindsdien heeft ze gewerkt op het Europees hoofdkwartier van Google en was van 2016 tot 2021 als projectmanager werkzaam bij de Stichting Lezen & Schrijven. Van 2021 tot 2022 werkte zij bij ABN AMRO op het Global Centre of Expertise for Behaviour, Ethics and Compliance Learning.
Bij de verkiezingen voor het Europees Parlement in 2019 stond Rinzema op de zesde plaats van de kandidatenlijst van de VVD, wat niet voldoende was om direct gekozen te worden. Op 18 januari 2022 werd zij benoemd als lid van het Europees Parlement, in de vacature die ontstaan was door de toetreding van Liesje Schreinemacher tot het kabinet-Rutte IV. Zij maakte deel uit van de liberale fractie Renew Europe. Bij de verkiezingen voor het Europees Parlement in 2024 was Rinzema niet verkiesbaar, waardoor zij op 16 juli 2024 het parlement verliet.
Rinzema was bestuurslid van het internationaal perscentrum Nieuwspoort (2013-2016) en van Het Nederlandse Rode Kruis (2015-2019). Zij is lid van het bestuur van de Stichting Nederlanders Buiten Nederland (SNBN) (2019-heden).
- Parlement.com: vlp7kp5ndpv3